# Processus de Blaesheim
Le  « processus de Blaesheim » a été mis sur pied le 31 janvier 2001 à Blaesheim en Alsace. Il prévoit une concertation étroite et régulière grâce à des réunions qui ont lieu tous les deux mois entre le Président de la République et le Premier ministre français, le Chancelier allemand et les deux ministres des Affaires étrangères. Elles viennent en complément des deux sommets franco-allemands. À la différence de ceux-ci, les rencontres découlant du processus de Blaesheim se déroulent en petit comité sans que les chefs de gouvernement et les ministres des Affaires étrangères ne soient accompagnés de collaborateur. 
Entre deux réunions, les ministres des Affaires étrangères se retrouvent plus souvent accompagnés de quelques membres de leur cabinet. Pour des sujets bien précis, concernant particulièrement un autre ministère, le ministre en question peut participer à ces rencontres. Par exemple, les deux ministres de l’Agriculture se sont joints à une réunion le 13 mars 2001 pour discuter de la Politique agricole commune (PAC).

## Chronologie des rencontres

### Sur le modèle du processus de Blaesheim
Entre Helmut Schmidt et Valéry Giscard d'Estaing :
- 19 juillet 1977[1] à Blaesheim
- 15 mars 1981 à Blaesheim

Entre François Mitterrand et Helmut Kohl :
- 19 juillet 1983[2] à Dabo

Entre Jacques Chirac et Helmut Kohl :
- 18 mai 1995[3],[4] à Strasbourg

Entre Jacques Chirac et Gerhard Schröder :
- 9 février 1999[5],[6] à Marlenheim

### Le processus de Blaesheim à proprement dit
Entre Jacques Chirac et Gerhard Schröder :
- 31 janvier 2001 à Blaesheim. C'est la date à laquelle le processus de Blaesheim prend véritablement son nom.
- 30 juillet 2002[7] à Schwerin
- 9 février 2004[8] à Genshagen
- 7 mars 2005[9] à Meseberg

Entre Jacques Chirac et Angela Merkel :
- 6 juin 2006[10] à Rheinsberg
- 23 février 2007[10] à Meseberg

Entre Nicolas Sarkozy et Angela Merkel :
- 16 juillet 2007[10] à Toulouse
- 10 septembre 2007[10] à Meseberg
- 6 décembre 2007[10] à Paris

Entre François Hollande et Angela Merkel :
- 30 janvier 2015[11],[12] à Strasbourg, sur invitation du président du Parlement européen Martin Schulz
- 7 février 2016[13],[14],[15] à Strasbourg

## Sources
1. ↑  « Archives - Décès de Jacques Chirac. Chirac et les Alsaciens en quelques anecdotes », sur www.dna.fr (consulté le 25 mai 2020)
2. ↑  « la boîte à archives. L'escapade sylvestre de Mitterrand et Kohl à Dabo », sur www.republicain-lorrain.fr (consulté le 25 mai 2020)
3. ↑  Jean Quatremer, « A Strasbourg, Chirac et Kohl à tu et à toi. Ils ont démenti hier les rumeurs sur un réaménagement monétaire. », sur Libération.fr, 19 mai 1995 (consulté le 25 mai 2020)
4. ↑  « Quand Helmut, François et Jacques dînaient "Chez Yvonne" »
5. ↑  « Déclaration conjointe de MM. Jacques Chirac, Président de la République et Gerhard Schröder, Chancelier d'Allemagne, sur les relations franco-allemandes, l'Agenda 2000 et la situation au Kosovo, Marlenheim le 9 février 1999. », sur elysee.fr (consulté le 25 mai 2020)
6. ↑  « Ville de Marlenheim », sur www.facebook.com (consulté le 25 mai 2020)
7. ↑  « 31.01.2001 - France-Allemagne.fr », sur www.france-allemagne.fr (consulté le 25 mai 2020)
8. ↑  MAE, « 31.01.2001 - France-Allemagne.fr », sur www.france-allemagne.fr (consulté le 25 mai 2020)
9. ↑  « 2001 - 2005 - France-Allemagne.fr », sur www.france-allemagne.fr (consulté le 25 mai 2020)
10. 1 2 3 4 5  « 2006 - 2011 - France-Allemagne.fr », sur www.france-allemagne.fr (consulté le 25 mai 2020).
11. ↑  « Angela Merkel et François Hollande à Strasbourg le 7 février 2016 », sur France 3 Grand Est (consulté le 25 mai 2020)
12. ↑  « Rencontre entre François Hollande, Angela Merkel et (...) - France-Allemagne.fr », sur www.france-allemagne.fr (consulté le 25 mai 2020)
13. ↑  « La rencontre Hollande-Merkel du 7 février à Strasbourg aura lieu au restaurant Au pont du Corbeau », sur France 3 Grand Est (consulté le 25 mai 2020)
14. ↑  « Dîner informel. Dîner d'affaires à Strasbourg pour François Hollande et Angela Merkel », sur www.lalsace.fr (consulté le 25 mai 2020)
15. ↑  « Hollande et Merkel dînent ensemble ce dimanche à Strasbourg », Le Parisien,‎ 7 février 2016 (lire en ligne, consulté le 25 mai 2020).